# Асбу-Сара
Асбу-Сара (перс. اسبوسرا) — село в Ірані, у дегестані Кухестані-є-Талеш, у Центральному бахші, шагрестані Талеш остану Ґілян. За даними перепису 2006 року, його населення становило 128 осіб, що проживали у складі 29 сімей.

## Клімат
Середня річна температура становить 10,91 °C, середня максимальна – 25,43 °C, а середня мінімальна – -4,08 °C. Середня річна кількість опадів – 456 мм.
| Клімат поселення                              | Клімат поселення | Клімат поселення | Клімат поселення | Клімат поселення | Клімат поселення | Клімат поселення | Клімат поселення | Клімат поселення | Клімат поселення | Клімат поселення | Клімат поселення | Клімат поселення | Клімат поселення |
| Показник                                      | Січ.             | Лют.             | Бер.             | Квіт.            | Трав.            | Черв.            | Лип.             | Серп.            | Вер.             | Жовт.            | Лист.            | Груд.            |                  |
| Середній максимум, °C                         | 8,15             | 7,15             | 9,30             | 14,14            | 19,19            | 23,49            | 25,43            | 25,04            | 20,72            | 17,39            | 11,75            | 8,33             |                  |
| Середня температура, °C                       | 2,53             | 1,54             | 3,69             | 8,52             | 13,58            | 17,88            | 21,20            | 20,79            | 16,48            | 13,16            | 7,50             | 4,10             |                  |
| Середній мінімум, °C                          | −3,07            | −4,08            | −1,93            | 2,90             | 7,96             | 12,26            | 16,96            | 16,56            | 12,23            | 8,92             | 3,27             | −0,14            |                  |
| Норма опадів, мм                              | 35               | 34               | 52               | 54               | 49               | 24               | 13               | 16               | 35               | 59               | 44               | 41               |                  |
| Середньомісячна швидкість вітру, м/с          | 2.17             | 2.50             | 2.53             | 2.66             | 2.20             | 2.11             | 2.40             | 2.24             | 1.92             | 2.04             | 2.14             | 2.01             |                  |
| Середньомісячна сонячна радіація, кДж/м²·день | 7092             | 9601             | 11882            | 16070            | 19794            | 22556            | 23378            | 19933            | 16565            | 11501            | 8610             | 6703             |                  |
| --------------------------------------------- | ---------------- | ---------------- | ---------------- | ---------------- | ---------------- | ---------------- | ---------------- | ---------------- | ---------------- | ---------------- | ---------------- | ---------------- | ---------------- |
| Джерело:                                      |                  |                  |                  |                  |                  |                  |                  |                  |                  |                  |                  |                  |                  |